# Port Vale Football Club 2013-2014
Questa voce raccoglie le informazioni riguardanti il Port Vale Football Club nelle competizioni ufficiali della stagione 2013-2014.

## Divise e sponsor
| Casa | Trasferta | Terza divisa |

## Rosa
| N. |                        | Ruolo | Calciatore              |
| -- | ---------------------- | ----- | ----------------------- |
| 1  | Inghilterra (bandiera) | P     | Chris Neal              |
| 2  | Inghilterra (bandiera) | D     | Adam Yates              |
| 3  | Inghilterra (bandiera) | D     | Dan Jones               |
| 4  | Scozia (bandiera)      | D     | Chris Robertson         |
| 5  | Inghilterra (bandiera) | D     | Carl Dickinson          |
| 6  | Inghilterra (bandiera) | D     | Liam Chilvers           |
| 7  | Inghilterra (bandiera) | C     | Doug Loft               |
| 8  | Inghilterra (bandiera) | A     | Louis Dodds             |
| 9  | Inghilterra (bandiera) | C     | Jennison Myrie-Williams |
| 10 | Inghilterra (bandiera) | A     | Gavin Tomlin            |
| 11 | Inghilterra (bandiera) | A     | Tom Pope                |
| 12 | Inghilterra (bandiera) | P     | Sam Johnson             |

| N. |                              | Ruolo | Calciatore       |
| -- | ---------------------------- | ----- | ---------------- |
| 14 | Inghilterra (bandiera)       | C     | Rob Taylor       |
| 15 | Inghilterra (bandiera)       | D     | Chris Shuker     |
| 17 | Inghilterra (bandiera)       | D     | Joe Davies       |
| 18 | Inghilterra (bandiera)       | C     | Chris Lines      |
| 19 | Inghilterra (bandiera)       | A     | Ben Williamson   |
| 21 | Montserrat (bandiera)        | C     | Anthony Griffith |
| 23 | Galles (bandiera)            | C     | Kaid Mohamed     |
| 24 | Inghilterra (bandiera)       | D     | Richard Duffy    |
| 26 | Trinidad e Tobago (bandiera) | C     | Chris Birchall   |
| 29 | Inghilterra (bandiera)       | A     | Lee Hughes       |
| 32 | Inghilterra (bandiera)       | C     | Ryan Lloyd       |
| 39 | Inghilterra (bandiera)       | A     | Jordan Hugill    |

## Risultati

### Football League One
| Burslem 3 agosto 2013, ore 15:00 BST 1ª giornata | Port Vale     | 1 – 1 | Brentford | Vale Park (7 579 spett.)\| Arbitro: \| Stephen Bratt \| |
| Arbitro:                                         | Stephen Bratt |       |           |                                                         |

| Colchester 10 agosto 2013, ore 15:00 BST 2ª giornata | Colchester Utd | 1 – 0 referto | Port Vale | Colchester Community Stadium (3 201 spett.)\| Arbitro: \| Darren Deadman \| |
| Arbitro:                                             | Darren Deadman |               |           |                                                                             |

| Burslem 17 agosto 2013, ore 15:00 BST 3ª giornata | Port Vale    | 2 – 1 | Bradford City | Vale Park (6 552 spett.)\| Arbitro: \| Carl Boyeson \| |
| Arbitro:                                          | Carl Boyeson |       |               |                                                        |

| Oldham 24 agosto 2013, ore 15:00 BST 4ª giornata | Oldham Athletic       | 3 – 1 | Port Vale | Boundary Park (4 788 spett.)\| Arbitro: \| Christopher Sarginson \| |
| Arbitro:                                         | Christopher Sarginson |       |           |                                                                     |

| Burslem 31 agosto 2013, ore 15:00 BST 5ª giornata | Port Vale    | 1 – 3 | Wolverhampton | Vale Park (12 601 spett.)\| Arbitro: \| Graham Scott \| |
| Arbitro:                                          | Graham Scott |       |               |                                                         |

| Carlisle 7 settembre 2013, ore 15:00 BST 6ª giornata | Carlisle Utd | 0 – 1 | Port Vale | Brunton Park Stadium (3 866 spett.)\| Arbitro: \| Mark Brown \| |
| Arbitro:                                             | Mark Brown   |       |           |                                                                 |

| Leyton 14 settembre 2013, ore 15:00 BST 7ª giornata | Leyton Orient | 3 – 2 | Port Vale | Brisbane Road (4 888 spett.)\| Arbitro: \| Mick Russell \| |
| Arbitro:                                            | Mick Russell  |       |           |                                                            |

| Burslem 21 settembre 2013, ore 15:00 BST 8ª giornata | Port Vale      | 3 – 2 | Coventry City | Vale Park (9 218 spett.)\| Arbitro: \| Michael Naylor \| |
| Arbitro:                                             | Michael Naylor |       |               |                                                          |

| Birkenhead 28 settembre 2013, ore 15:00 BST 9ª giornata | Tranmere     | 0 – 1 | Port Vale | Prenton Park (5 334 spett.)\| Arbitro: \| Paul Tierney \| |
| Arbitro:                                                | Paul Tierney |       |           |                                                           |

| Burslem 5 ottobre 2013, ore 15:00 BST 10ª giornata | Port Vale       | 1 – 1 | Bristol City | Vale Park (6 275 spett.)\| Arbitro: \| Seb Stockbridge \| |
| Arbitro:                                           | Seb Stockbridge |       |              |                                                           |

| Burslem 12 ottobre 2013, ore 15:00 BST 11ª giornata | Port Vale    | 0 – 1 | Peterborough Utd | Vale Park (6 311 spett.)\| Arbitro: \| Michael Bull \| |
| Arbitro:                                            | Michael Bull |       |                  |                                                        |

| Sheffield 19 ottobre 2013, ore 15:00 BST 12ª giornata | Sheffield Utd | 2 – 1 | Port Vale | Bramall Lane (18 545 spett.)\| Arbitro: \| Tim Robinson \| |
| Arbitro:                                              | Tim Robinson  |       |           |                                                            |

| Crawley 22 ottobre 2013, ore 19:45 BST 13ª giornata | Crawley Town | 0 – 3 | Port Vale | Broadfield Stadium (2 748 spett.)\| Arbitro: \| Fred Graham \| |
| Arbitro:                                            | Fred Graham  |       |           |                                                                |

| Burslem 26 ottobre 2013, ore 15:00 BST 14ª giornata | Port Vale   | 2 – 1 | Gillingham | Vale Park (5 690 spett.)\| Arbitro: \| Darren Bond \| |
| Arbitro:                                            | Darren Bond |       |            |                                                       |

| Swindon 2 novembre 2013, ore 15:00 GMT 15ª giornata | Swindon Town | 5 – 2 | Port Vale | County Ground (7 637 spett.)\| Arbitro: \| Andy Woolmer \| |
| Arbitro:                                            | Andy Woolmer |       |           |                                                            |

| Burslem 16 novembre 2013, ore 15:00 BST 16ª giornata | Port Vale    | 3 – 1 | Shrewsbury Town | Vale Park (6 547 spett.)\| Arbitro: \| Carl Boyeson \| |
| Arbitro:                                             | Carl Boyeson |       |                 |                                                        |

| Crewe 23 novembre 2013, ore 15:00 GMT 17ª giornata | Crewe Alexandra  | 1 – 2 | Port Vale | Gresty Road (6 820 spett.)\| Arbitro: \| Graham Salisbury \| |
| Arbitro:                                           | Graham Salisbury |       |           |                                                              |

| Burslem 26 novembre 2013, ore 19:45 GMT 18ª giornata | Port Vale   | 0 – 2 | Preston N.E. | Vale Park (5 889 spett.)\| Arbitro: \| Andy Madley \| |
| Arbitro:                                             | Andy Madley |       |              |                                                       |

| Walsall 30 novembre 2013, ore 15:00 GMT 19ª giornata | Walsall        | 0 – 2 | Port Vale | Bescot Stadium (4 909 spett.)\| Arbitro: \| Michael Naylor \| |
| Arbitro:                                             | Michael Naylor |       |           |                                                               |

| Burslem 14 dicembre 2013, ore 15:00 GMT 20ª giornata | Port Vale        | 2 – 2 | Stevenage | Vale Park (4 967 spett.)\| Arbitro: \| Geoff Eltringham \| |
| Arbitro:                                             | Geoff Eltringham |       |           |                                                            |

| Milton Keynes 21 dicembre 2013, ore 15:00 GMT 21ª giornata | MK Dons        | 3 – 0 | Port Vale | Stadium MK (7 882 spett.)\| Arbitro: \| Eddie Ilderton \| |
| Arbitro:                                                   | Eddie Ilderton |       |           |                                                           |

| Burslem 26 dicembre 2013, ore 15:00 GMT 22ª giornata | Port Vale       | 2 – 1 | Notts County | Vale Park (7 028 spett.)\| Arbitro: \| Oliver Langford \| |
| Arbitro:                                             | Oliver Langford |       |              |                                                           |

| Burslem 29 dicembre 2013, ore 15:00 GMT 23ª giornata | Port Vale | 2 – 0 | Rotherham Utd | Vale Park (6 738 spett.)\| Arbitro: \| Rob Lewis \| |
| Arbitro:                                             | Rob Lewis |       |               |                                                     |

| Preston 1 gennaio 2014, ore 15:00 GMT 24ª giornata | Preston N.E. | 3 – 2 | Port Vale | Deepdale (10 653 spett.)\| Arbitro: \| Kevin Wright \| |
| Arbitro:                                           | Kevin Wright |       |           |                                                        |

| Brentford 11 gennaio 2014, ore 15:00 GMT 25ª giornata | Brentford  | 2 – 0 | Port Vale | Griffin Park (8 327 spett.)\| Arbitro: \| Phil Gibbs \| |
| Arbitro:                                              | Phil Gibbs |       |           |                                                         |

| Burslem 18 gennaio 2014, ore 15:00 GMT 26ª giornata | Port Vale   | 1 – 0 | Oldham Athletic | Vale Park (6 002 spett.)\| Arbitro: \| Gary Sutton \| |
| Arbitro:                                            | Gary Sutton |       |                 |                                                       |

| Gillingham 1 febbraio 2014, ore 15:00 GMT 27ª giornata | Gillingham     | 3 – 2 | Port Vale | Priestfield Stadium (6 356 spett.)\| Arbitro: \| Darren Deadman \| |
| Arbitro:                                               | Darren Deadman |       |           |                                                                    |

| Burslem 8 febbraio 2014, ore 15:00 GMT 28ª giornata | Port Vale       | 2 – 3 | Swindon Town | Vale Park (5 306 spett.)\| Arbitro: \| Seb Stockbridge \| |
| Arbitro:                                            | Seb Stockbridge |       |              |                                                           |

| Burslem 11 febbraio 2014, ore 19:45 GMT 29ª giornata | Port Vale   | 2 – 0 referto | Colchester Utd | Vale Park (3 734 spett.)\| Arbitro: \| Andy Haines \| |
| Arbitro:                                             | Andy Haines |               |                |                                                       |

### Football League Cup
| Arbitro: | Andy Haines |

|               |           |                            |
| Robertson 59’ | Marcatori | 43’ Westcarr 84’ Baxendale |